# Tsume Art
Tsume S.A. est une société luxembourgeoise fondée en 2010 et spécialisée dans la création de statues en Résine, figurines en PVC, principalement issues des univers mangas, anime, comics et jeux vidéo.

## Historique

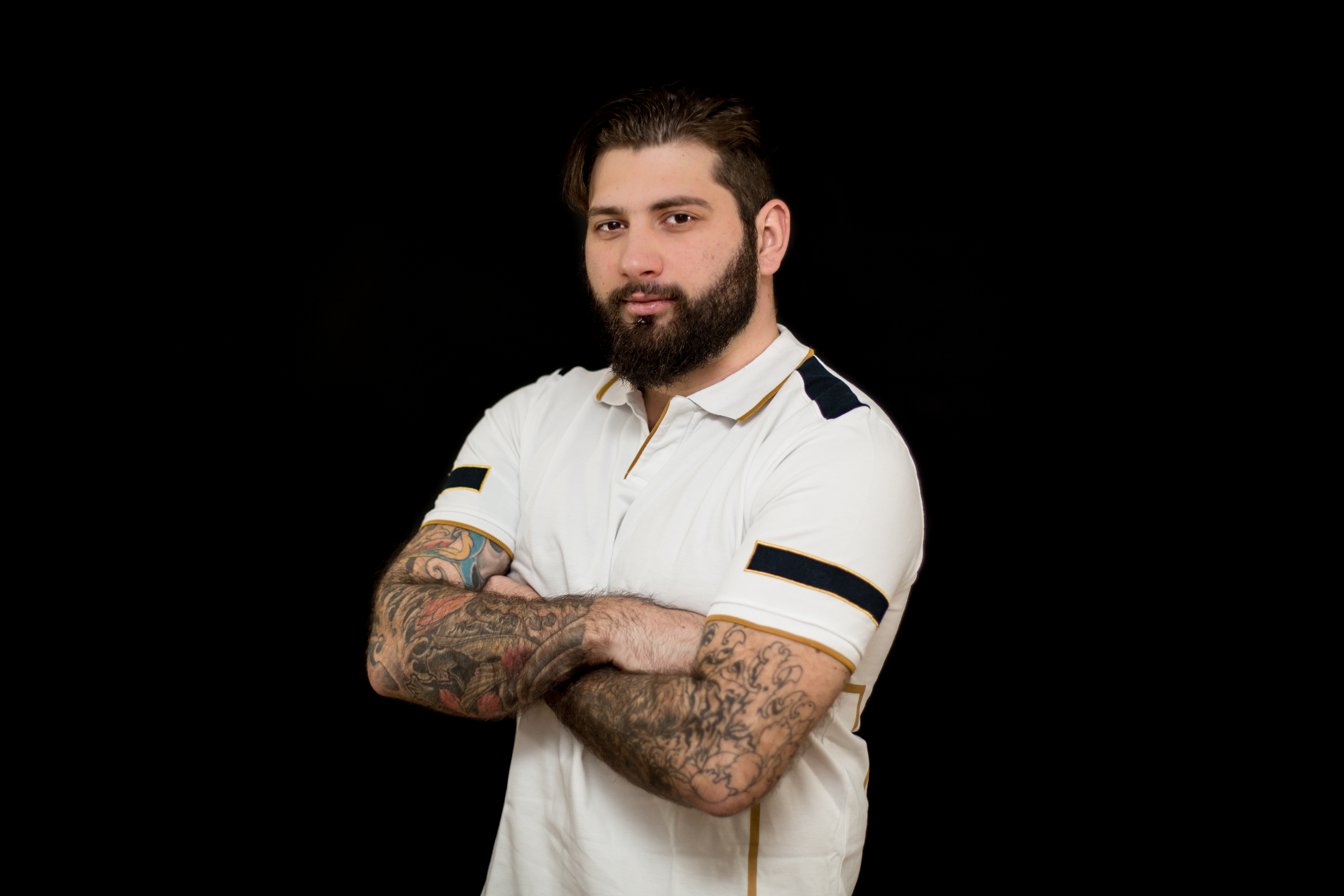
Cyril Marchiol, CEO Tsume Art

La société Tsume S.A. a été créée en 2010 par son directeur général, Cyril Marchiol. Située au Luxembourg, Tsume est un fabricant de statue de collection,. Les débuts de l’entreprise remontent à l’automne 2009. Après avoir fermé sa première affaire KMI, Cyril Marchiol, le PDG actuel de l'entreprise, travaille sur son nouveau projet d’entreprise, Tsume. En avril 2010, Tsume s’installe dans ses premiers bureaux, dans la banlieue de Luxembourg.
En 2012, la société participe au YES Program, un programme d’échange entre le Benelux et le Japon. Et dans ce cadre, elle organise l’exposition “Wakon Yôsai” à l’Ambassade du Luxembourg à Tokyo. Le titre (Wakon yōsai - 和魂洋才) est un hommage à l’expression inventée par Yoshikawa Tadayasu dans son ouvrage Kaika sakuron et signifiant « esprit japonais, technique occidentale ».

### Yoka by Tsume
En septembre 2014, les visiteurs des Tsume Fan Days, convention réunissant les fans de la marque découvrent un jeu de société basé sur l'univers de Naruto Shippuden. Yoka by Tsume est consacré à la conception de jeux de société adaptés de licences. Désormais, Yoka by Tsume propose également des jeux orignaux en collaboration avec des auteurs indépendants.

### Iki by Tsume
En 2015, les Tsume Fan Days accueillent un défilé de mode. Une collection de polos et T-shirts sous licences officielles, c'est la naissance de Iki by Tsume, une marque de textile qui propose des vêtements inspirés des univers mangas et animés.

### Tsume Entertainment
En 2016, Tsume annonce la création d'une marque spécialisée dans la production de spectacles vivants, la gestion de l'événementiel et la production de programmes vidéo. Cette marque débute avec la diffusion de la série "Tokyo vu par un con" mettant en scène Dédo découvrant la capitale japonaise. Elle s'accompagne d'une émission mensuelle, Tora no Tsume, émission diffusée sur les réseaux sociaux animée par Cyril Marchiol, au cours duquel il présente les actualités de la marque et ses nouveautés. La société co-produisait également le groupe Princesses Leya.

### KuroTsume
Pour ses 10 ans, Tsume se lance dans l'édition pour proposer une collection de manga français. La marque propose deux premières sorties Ragnafall et Imperium Circus.
Ragnafall débute sur le quotidien de deux apprentis forgerons : Adalrik et Hammer. Incapables de travailler ensemble sans se crêper le chignon toutes les deux minutes, les deux larrons travaillaient sur la création d’un bouclier très spécial au moment où une énième dispute entraîne la destruction d’un cristal nommé « Minerald ». Une destruction catastrophique, ledit cristal étant un travail d’orfèvre créée par la talentueuse Astrid qui comptait présenter le fruit de son travail au festival du solstice d’été qui doit se dérouler sous peu. C’est donc en catastrophe que le forgeron envoie nos deux zigotos récupérer du Minerald en leur sommant de coopérer, pour le bien d’Astrid mais aussi de leur ville qui espère beaucoup des retombées de ce festival.
Le Golden Tempo était l’âge d’or des cirques. Les profits engendrés par leurs représentations étaient tels que les villes du monde entier s’arrachaient les meilleurs spectacles. Mais l’apparition de la Commission a mis fin à cette ère. L’Imperium Circus : ce texte de loi rédigé par la Commission impose son diktat à tous les cirques. Désormais, pour avoir le droit de se représenter officiellement dans une ville, les cirques doivent s’adonner à un spectacle macabre dans les Underground Circus.

## Procédés de fabrication

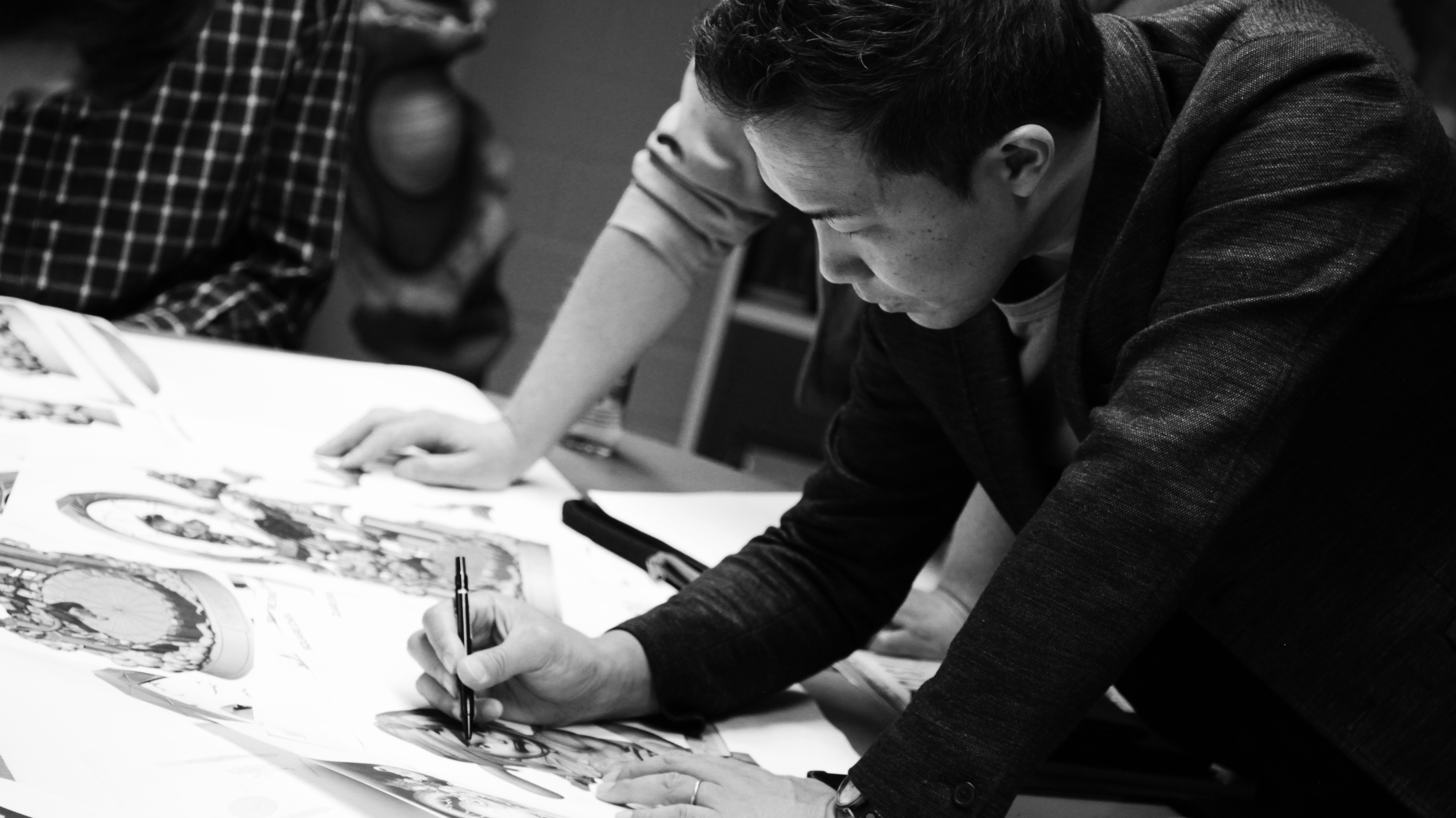
Procédés de fabrication Tsume Art

Pour la conception de ses figurines, Tsume utilise des techniques de sculpture numérique (Modélisation 3D et Impression 3D) et classiques. Les prototypes sont réalisés par les équipes de l'entreprise en interne au Luxembourg leur conférant la labellisation "Design made in Luxembourg", puis envoyés dans les usines en Chine pour la reproduction de masse.
Pour chaque production en série, chaque étape du processus (Conception, Sculpture 3D, Peinture) est soumise à validation interne. Le concept 2D matérialise l'idée originale et permet de définir les contraintes techniques et de définir la direction artistique du projet. La sculpture 3D nécessite une collaboration entre les graphistes 2D et les sculpteurs 3D afin de valider les détails de la statue. Les résultats de cette phase sont la 2D puis l'impression 3D qui est après l'approbation de l'ayant droit de la licence, envoyée aux sculpteurs traditionnels afin de préparer le "Master Tool" et le "Master Paint" (premier moulage du prototype et de la statue).
Les équipes de Tsume se rendent en Chine pour suivre le travail de leurs usines, les processus de production ainsi que de sélectionner de nouvelles usines. L'ingénierie du produit est également testée et les matériaux sont sélectionnés (PVC, Résine...) selon les techniques de peinture et la difficulté de certaines pièces. La première série de moules est ensuite produite et envoyée aux équipes de Tsume pour être vérifié par l'équipe de contrôle de la qualité. Une fois le "Master Paint" validé par les ayants-droit, il sera également envoyé à l'usine pour suivre le même processus de "pré-production".

## Tsume Store

### Tsume Store Paris
Le premier Tsume Store, point de vente physique de la marque, a ouvert ses portes boulevard Voltaire à Paris en octobre 2019 en collaboration avec le magasin Manga Story.

### Tsume Store Barcelone
La deuxième boutique en date de la marque a été inauguré en mai 2021 à Barcelone en collaboration avec le magasin Global Freaks.

## Informations économiques
La société, dont le CA 2018 est estimé à 8 millions d'euros a emprunté 400.000€ via la plateforme de crowdlending belge Look and Fin. Les fonds auront été réunis en huit secondes.

## Liste des licences
- Naruto[21]
- Saint Seiya
- One Piece
- Dragon Ball Z
- Bleach
- My Hero Academia
- Fairy Tail
- One Punch Man
- Batman
- Final Fantasy IX
- Sailor Moon
- Prophecy -[22].
- World of Tanks – en collaboration avec Wargaming.net[23]
- Furi – en collaboration avec Warned Collectors[24]